# Lochziegel
Lochziegel (auch Hohlziegel oder Frewen-Ziegel) waren bereits während der römischen Antike bekannt. Ihre Funktion hat sich seither jedoch grundlegend geändert.
Im alten Rom gehörten Hohlziegel (Tubuli) meist zur Ausstattung beheizbarer Räume (Hypokaustum). Diese rechteckigen Ziegel hatten keine tragfähige Funktion, sondern wurden nach der Errichtung eines Gebäudes entlang der Innenwände eines zu beheizenden Raumes über dessen Laufniveau aufgemauert. Durch sie strömte die aus der Unterflurheizung kommende Wärme nach oben hin ab. Dennoch kannten die Römer Verfahren zur Gewichtsminimierung schwerer Decken und Kuppelbauten. Dabei wurden Amphoren in sekundärer Verwendung ineinandergestellt oder Tonröhren ineinandergeschoben.
Der heutige Hohlziegel ist ein Mauerziegel, der zur Verringerung der Wärmeleitfähigkeit und zur Gewichtsminderung durchlocht ist. Hierbei wird zwischen dem Hochlochziegel (HLZ), dessen Lochung senkrecht zur Auflagefläche verläuft und der daher tragend eingesetzt werden kann, und dem Langlochziegel (LLZ), dessen Lochung waagerecht zur Auflagefläche verläuft und der daher eine weniger gute Tragfähigkeit besitzt, unterschieden. Eine weitere Unterscheidung bildet die Form der Löcher, also rund, viereckig, schlitzförmig und ggf. unterschiedlich auf der Ziegelfläche verteilt.

## Herstellung
Ton wird gereinigt und aufbereitet und ggf. mit Porosierungsstoffen gemischt. Um die für die Verarbeitung geeignete Konsistenz zu erhalten, wird der Ton mit Wasserdampf versetzt und durch ein Extrusionswerkzeug gepresst und geschnitten. Die entstandenen Ziegelrohlinge werden zuerst getrocknet und dann gebrannt. 

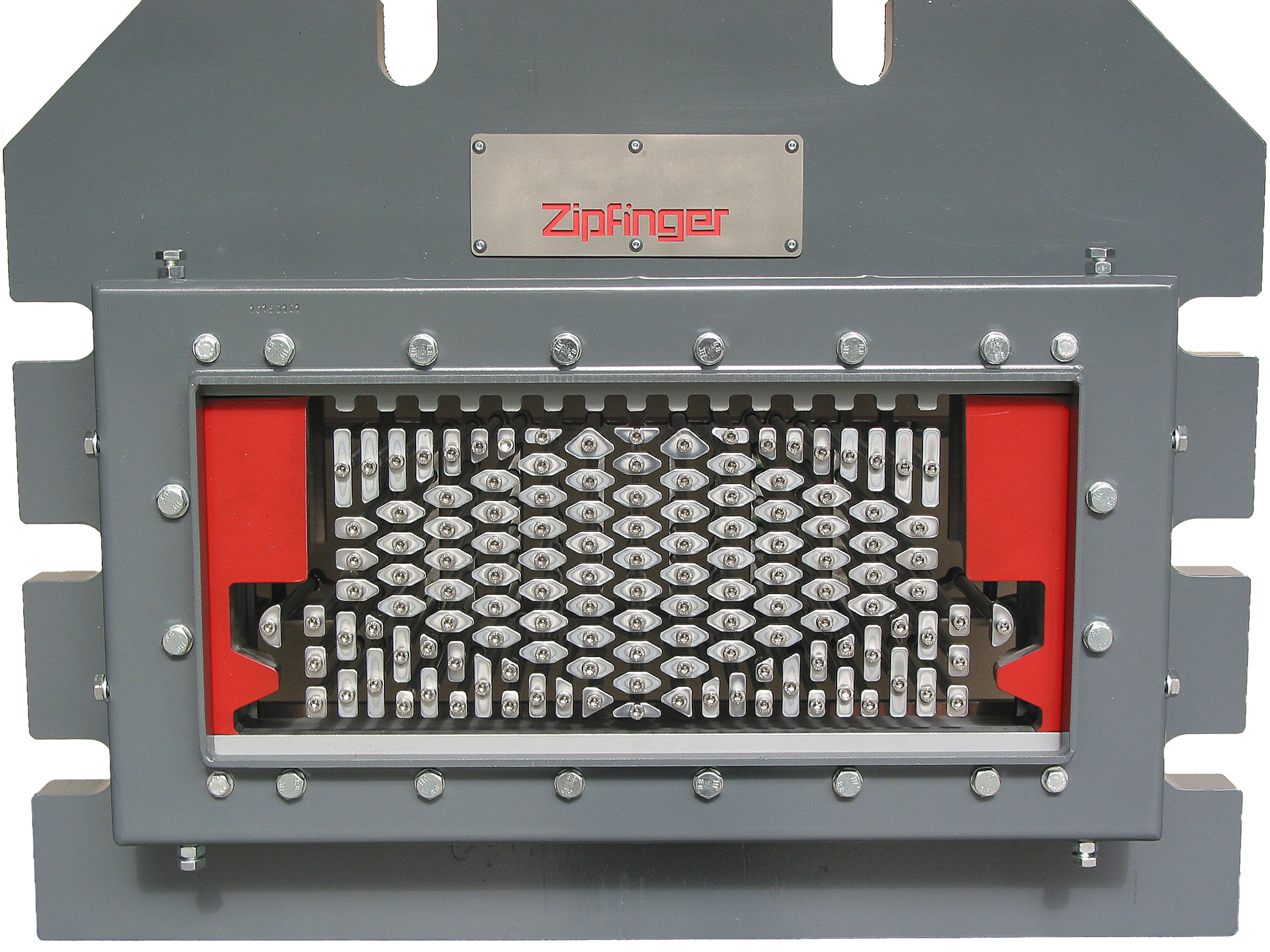
Extrusionswerkzeug für Lochziegel
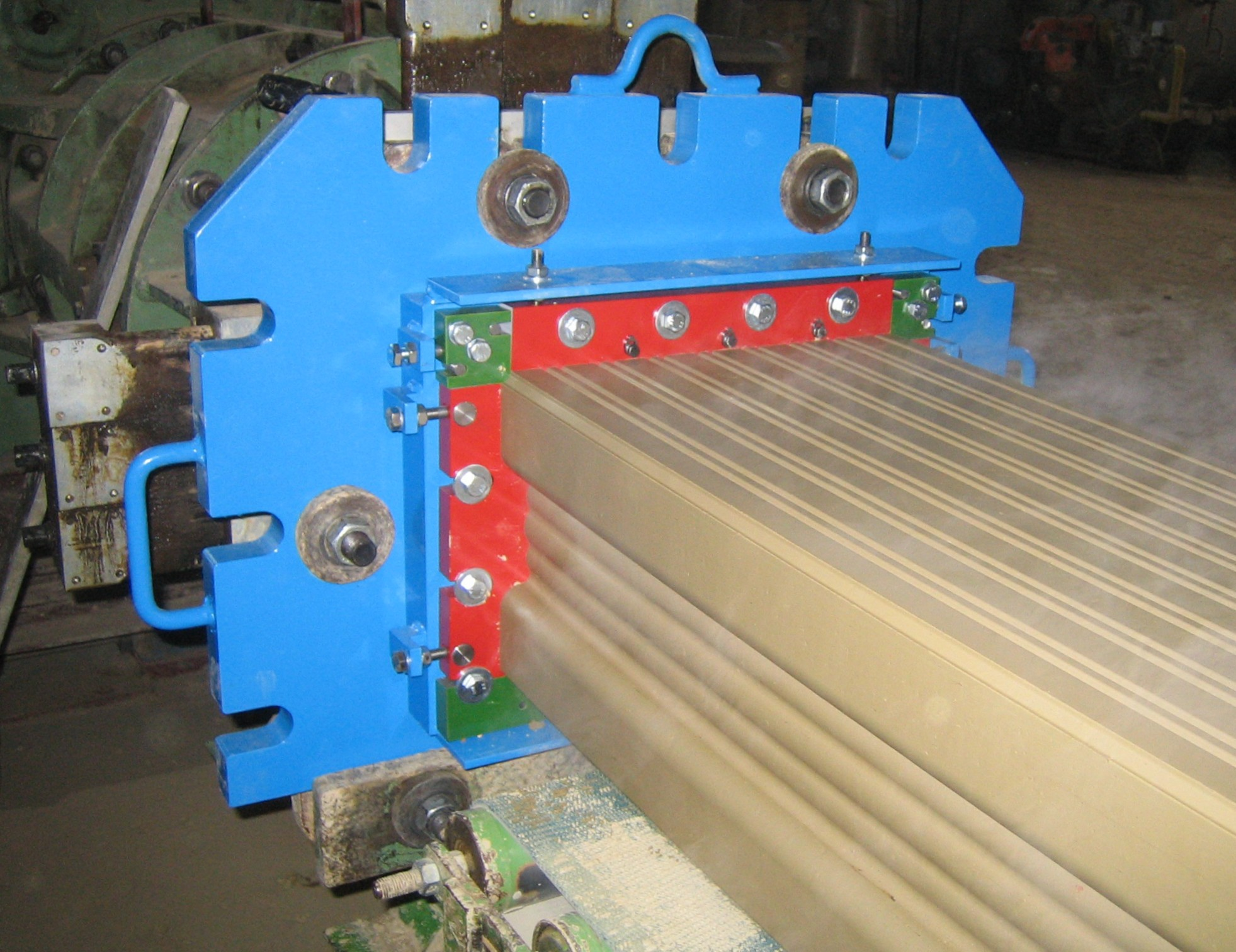
Strangpressen von Lochziegeln
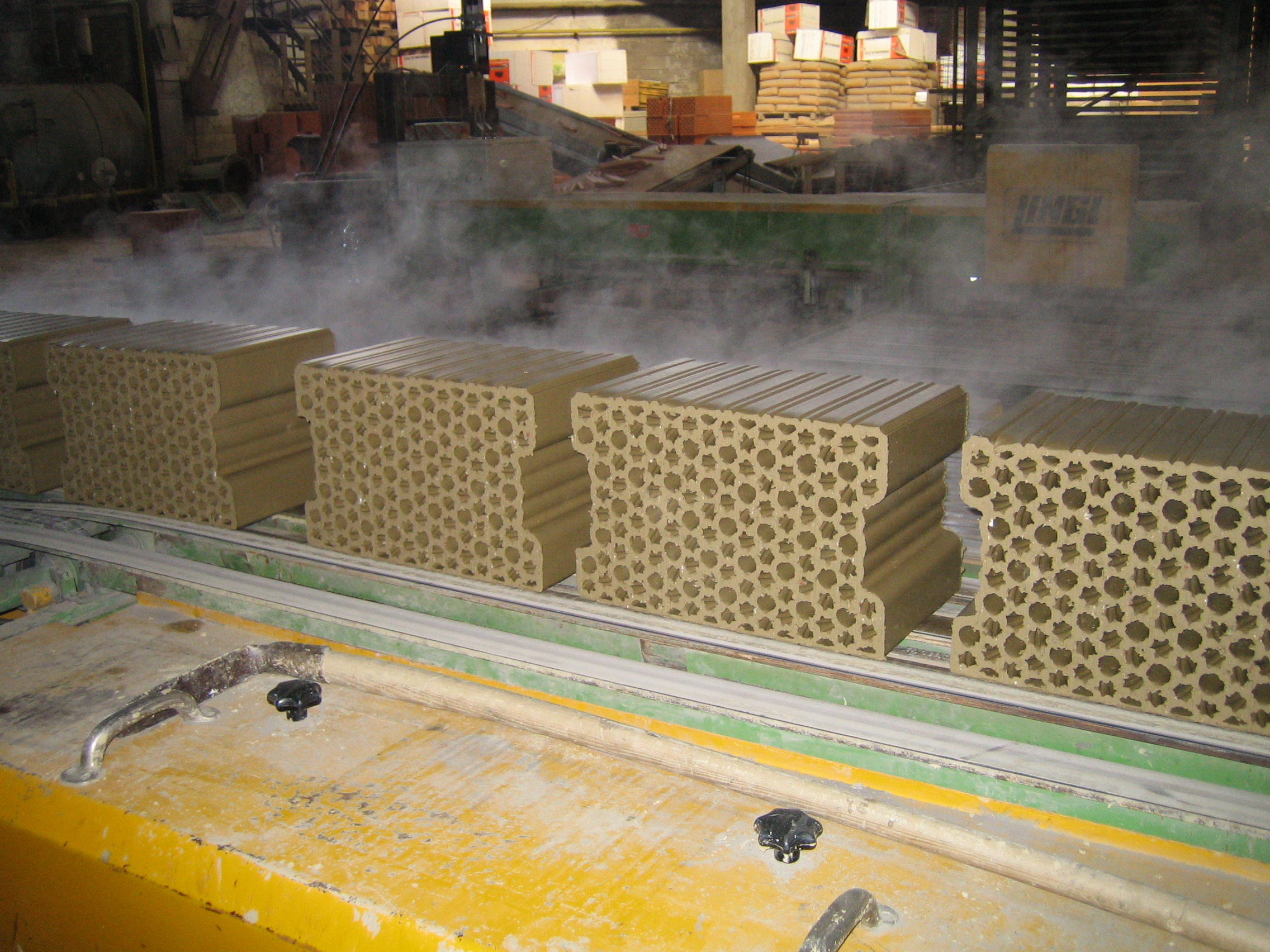
Ungebrannter Ziegel

## Eigenschaften

### Masse
Die Masse des Ziegels wird durch den Lochanteil (zum Beispiel 50 Prozent) und die Porosierung beziehungsweise die Rohstoffauswahl gesteuert. Der Ziegelscherben (fester Anteil des Lochsteins) kann durch Ausbrennstoffe wie Schaumpolystyrol-Kügelchen, Sägemehl, Papierfaser (und Ähnliches) „geleichtert“ und somit wärmedämmender beispielsweise auf 1,4 kg/dm³ eingestellt werden. Industriell wird die Porigkeit durch die Beimischung zum Beispiel von Polystyrol-Kügelchen oder Holzpartikel erreicht, die beim Brennvorgang Luftporen zurücklassen.
Diese Ziegel weisen eine Rohdichte (Masse/Volumen inklusive Löchern) von kleiner/gleich 1,0 kg/dm³ auf. Um sowohl die Leichtigkeit als auch die Richtung der Lochung zum Ausdruck zu bringen, spricht man auch oft vom Leichthochlochziegel (LHLZ) beziehungsweise Leichtlanglochziegel. Der Leichtlanglochziegel aber wird aufgrund seiner geringen Druckfestigkeit in Deutschland kaum noch eingesetzt.

### Wärmedämmfähigkeit

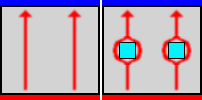
Schematische Darstellung des Wärmewegs durch einen Vollziegel (links) und einen Lochziegel (rechts) (Draufsicht)

Die gute Wärmedämmfähigkeit resultiert aus den Mechanismen Wärmeleitung durch die Stege, Konvektion innerhalb der luftgefüllten Löcher und Strahlung durch die Lochbereiche. Die Gewichtung der einzelnen Wärmeübertragungsmechanismen hängt im Wesentlichen von der Lochgestaltung und -anordnung (Lochlänge, -breite, -anzahl in Wanddickenrichtung, -versatz), den Stegdicken und den Scherbeneigenschaften des gebrannten Tones (Porenbildung mit Ausbrennstoffen wie Polystyrol-Kügelchen, Sägemehl, Papierfaser) ab.
Die Wärmeleitfähigkeit der modernen Poroton-Leichthochlochziegel für einschaliges Außenmauerwerk ohne Zusatzdämmung (heute meistens Planhochlochziegel, geschliffen auf eine Höhe von 249 mm (±0,5 mm, verarbeitet mit Dünnbettmörtel D = 1 mm) erreicht Werte von 0,075 W/(m·K) bei Ziegelrohdichten (Rohdichte=Masse/Volumen) von 550 kg/m³. Die Verwendung erfolgt hauptsächlich in den Wandstärken 36,5 cm und 42,5 cm, seltener in den Stärken 30,0 cm und 49,0 cm.

### Belastbarkeit
Die Eigenschaften werden wesentlich durch die Positionierung der Löcher (horizontal = Langlochsteine oder vertikal = Hochlochsteine) bestimmt. Während Hochlochziegel tragende Funktionen übernehmen können, eignen sich Langlochziegel (LLZ) für Trennwände ohne statische Funktionen. In südlichen Ländern wie Italien oder Türkei dienen Langlochziegel aufgrund der erhöhten Erdbebengefahr zum Ausmauern der Bereiche zwischen Stahlbetonpfeilern der bevorzugten Hauskonstruktion.

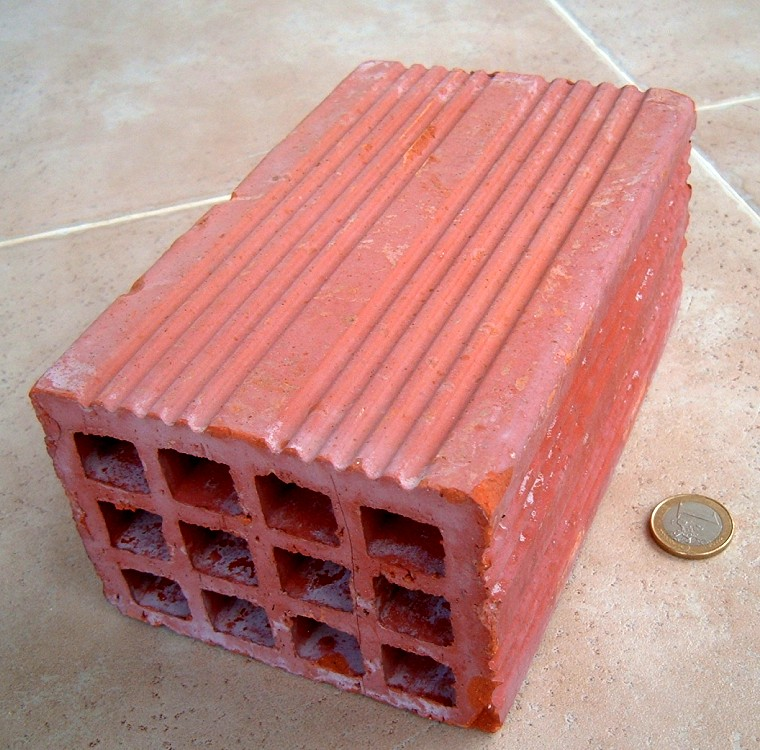
Langlochziegel
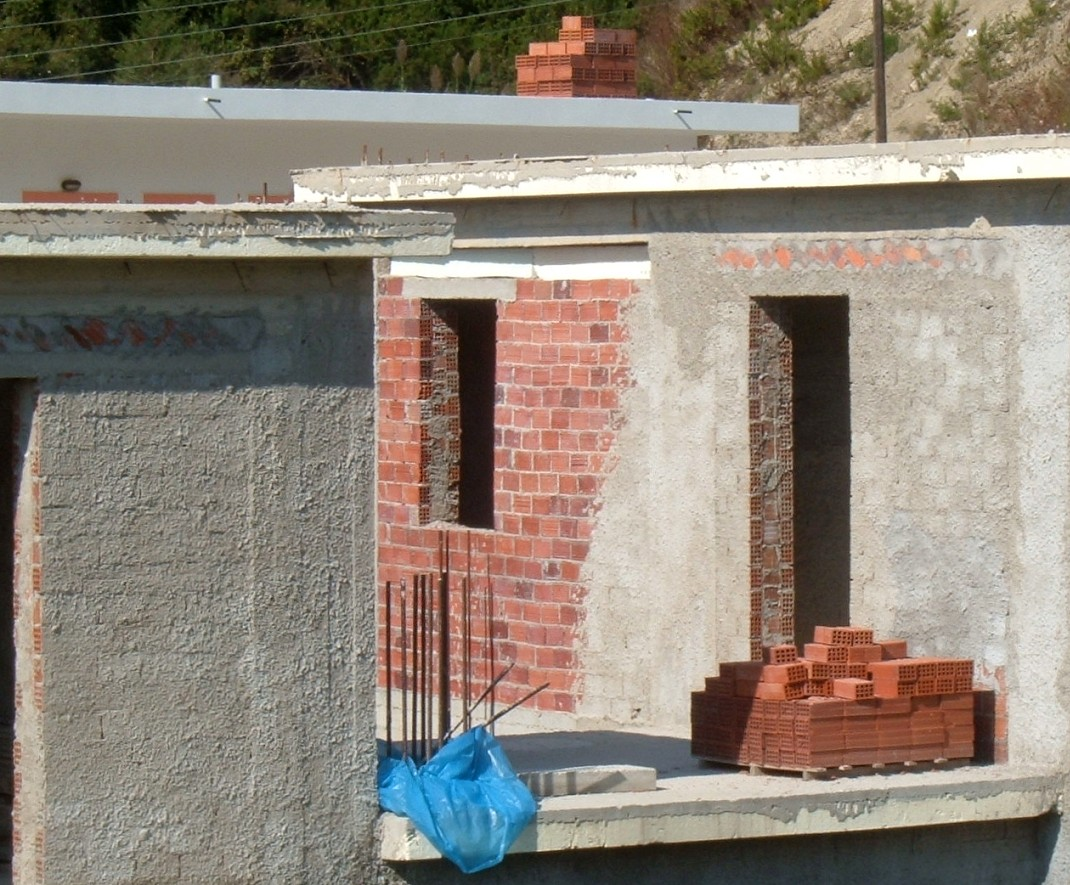
Langlochziegelwand zwischen gegossenen Betonpfeilern
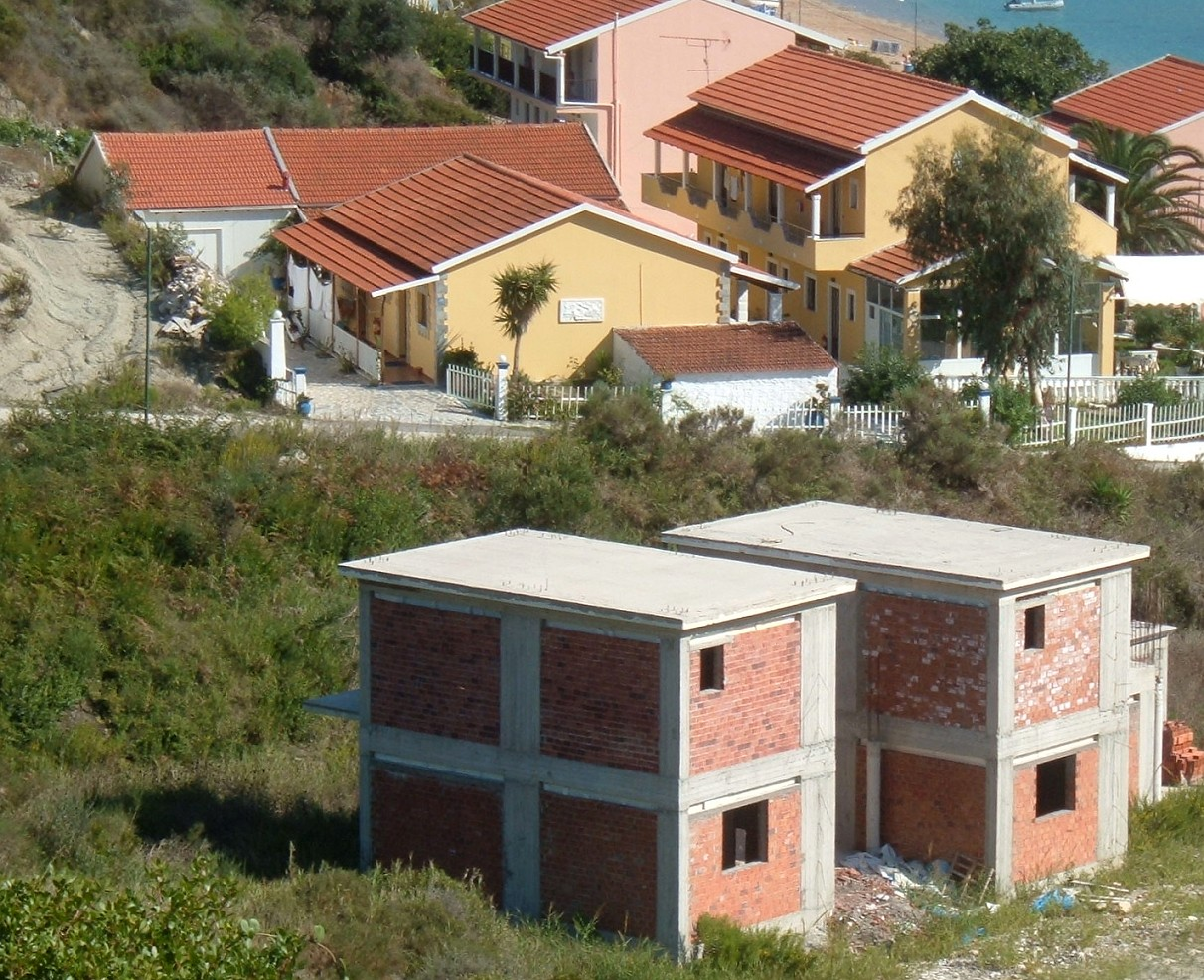
Typische Hausbauweise in erdbebengefährdeten Gebieten Südeuropas: Betonpfeiler und -decke mit gemauerten Wänden
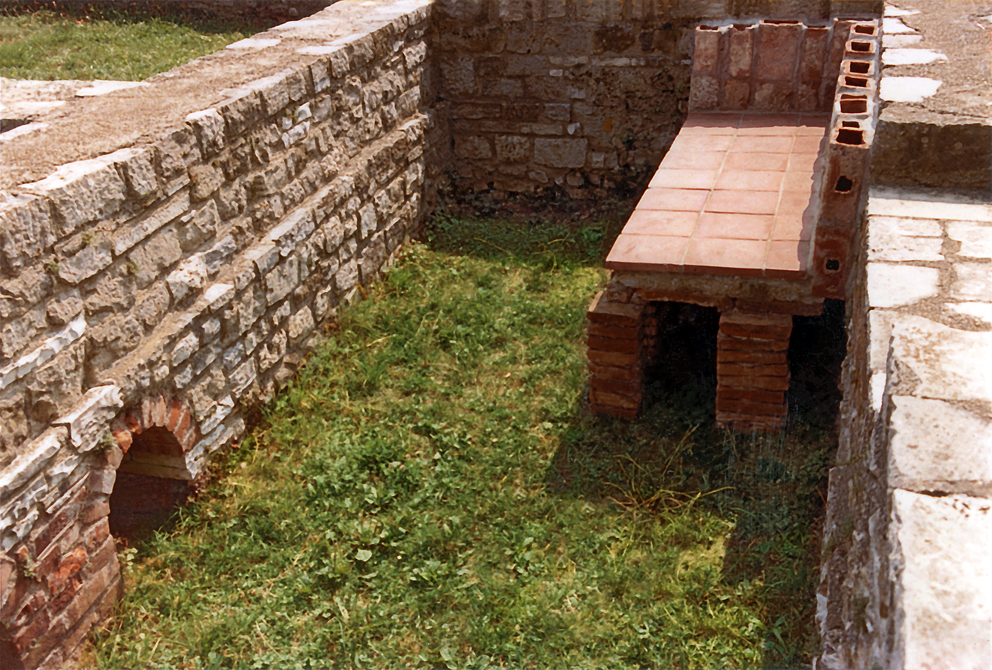
Hohlziegel in einem kleinen Badegebäude am Kastell Eining

## Anwendung
Beim Neubau von Einfamilienhäusern und Reihenhäusern werden die meisten monolithischen LHLZ-Außenwände in 36,5 cm Dicke hergestellt. Die Wärmeleitfähigkeit λ liegt zum Beispiel bei Poroton-Planziegeln T10 bei 0,10 W/(m·K), T12 bei 0,12 W/(m·K), T14 bei 0,14 W/(m·K).
Die mit Perlit (aufgeblähtes Vulkangestein, 0–3 mm) verfüllten Poroton Plan-T9, -T8 und -T7 (Verbandsbezeichnung) zeigen die Grenze des bisher technisch Machbaren. Die Füllung weist Wärmeleitfähigkeiten von 0,045 W/(m·K) auf, während porosierte Ziegelscherben eine Wärmeleitfähigkeit von ca. 0,286 W/(m·K) besitzen.
Im Zuge der CO2-Diskussionen und der Verursachung durch neue und bestehende Wohngebäude gewinnen die U-Werte als „wärmetechnische Bauteilkennwerte“ zunehmend an Bedeutung (KfW-Förderung, zinsgünstige Kredite). Die Transmissions-Wärmeverluste der Außenwände betragen ca. 30 % der gesamten Transmissions-Wärmeverluste der Gebäudehüllfläche, zu der auch Fenster, Dach, Grundflächen, Kellerdecken und Türen eines Wohnhauses gerechnet werden. Der Anteil am Endenergiebedarf, der sich unter Verrechnung von Lüftungs-Wärmeverlusten, solaren Gewinnen, internen Gewinnen und schließlich Anlagenwirkungsgraden ergibt, liegt bei ca. 12 %.
Diese Ziegel sind durch das DIBt (Deutsches Institut für Bautechnik, Berlin) bauaufsichtlich zuzulassen. Die oberste Bauaufsichtsbehörde DIBt fordert und prüft die Verwendbarkeitsnachweise vom Hersteller wie Wärmedurchlasswiderstand, Sorptionsfeuchtegehalte und Wandtragfähigkeit.
Die im 21. Jahrhundert weiterhin eingesetzten und nachgefragten Ziegel weisen Nuten und Federn auf (mörtelfreie Stoßfuge). Mörteltaschenziegel und Mauertafelziegel, wie sie noch vor wenigen Jahren eingesetzt wurden, haben in Deutschland keine große Bedeutung mehr.
Die Verwendung von Lochziegeln bringt jedoch auch Nachteile mit sich: Falls in diesen Baustoff gebohrt werden muss, besteht eine hohe Bruchgefahr. Außerdem ist das Befestigen von schweren Gegenständen nur mit speziellen Dübeln möglich.
Im Vergleich zu anderen Baustoffen für die Außenwand muss erwähnt werden, dass die gebrannten Tonziegel Druckfestigkeitseigenschaften (in der Regel mindestens 9 N/mm², sehr oft 15 N/mm²) erreichen können.
Durch den Brennprozess werden die Ziegel ohne Restfeuchte ausgeliefert, wodurch der Bauherr keine Energie zum Trockenheizen aufwenden muss (bis auf die Baufeuchte aus Mörtel und Putz) und die Wärmeleitfähigkeitseigenschaften von Anfang an gewährleistet sind.
Nicht zu verwechseln ist der Hohlziegel mit der Hohlpfanne, bei der es sich um einen profilierten Dachziegel handelt.